# Dennis Baino
Dennis Baino (Suriname, 12 januari 1975) is een voormalig Surinaams voetballer. 

## Carrière
De laatste voetbalclub waar hij speelde was het Utrechtse USV Elinkwijk. Van 15 januari 2016 tot en met  29 januari 2017 was Baino hoofdtrainer van het Surinaamse SV Transvaal. Hierna werd hij ontslagen vanwege tegenvallende resultaten.